# Перейра-Баррету
Перейра-Баррету (порт. Pereira Barreto)  —  муниципалитет в Бразилии, входит в штат Сан-Паулу. Составная часть мезорегиона Арасатуба. Входит в экономико-статистический  микрорегион Андрадина. Население составляет 24 618 человек на 2006 год. Занимает площадь 979,960 км². Плотность населения — 25,1 чел./км².

## История
Город основан 11 августа 1928 года. 

## Статистика
- Валовой внутренний продукт на 2003 составляет 311.984.484,00 реалов (данные: Бразильский институт географии и статистики).
- Валовой внутренний продукт на душу населения на 2003 составляет 12.576,98 реалов (данные: Бразильский институт географии и статистики).
- Индекс развития человеческого потенциала на 2000 составляет 0,788 (данные: Программа развития ООН).

## География
Климат местности: субтропический. В соответствии с классификацией Кёппена, климат относится к категории Cfa.